# Frederick Fall
Frederick Fall (* 25. Juli 1901 in Wien; † 24. November 1974 in Washington, D.C.) war ein österreichischer Dirigent und Komponist.

## Leben
Frederick Fall studierte u. a. bei Joseph Marx an der Wiener Musikakademie und wirkte als Operndirigent in Österreich, Deutschland und der Tschechoslowakei.
1937 musste er in die USA emigrieren. Dort widmete er sich neben dem Dirigieren und dem Unterrichten verschiedenen anderen Tätigkeiten, unter anderem für das Office of Strategic Services der USA. Bis zu seinem Tod lebte und arbeitete er in Washington.